# Frankrijk op de Olympische Winterspelen 2022
Frankrijk was een van de landen die deelnamen aan de Olympische Winterspelen 2022 in Peking, China.

## Medailleoverzicht
| Sport          | Olympiër                                                                     | Onderdeel                 | Medaille |
| -------------- | ---------------------------------------------------------------------------- | ------------------------- | -------- |
| Biatlon        | Quentin Fillon Maillet                                                       | 12,5 km achtervolging (m) | Goud     |
| Biatlon        | Quentin Fillon Maillet                                                       | 20 km individueel (m)     | Goud     |
| Biatlon        | Justine Braisaz-Bouchet                                                      | 12,5 km massastart (v)    | Goud     |
| Kunstrijden    | Gabriella Papadakis Guillaume Cizeron                                        | ijsdansen (v)             | Goud     |
| Alpineskiën    | Clément Noël                                                                 | slalom (m)                | Goud     |
| Biatlon        | Quentin Fillon Maillet                                                       | 10 km sprint (m)          | Zilver   |
| Biatlon        | Fabien Claude Émilien Jacquelin Simon Desthieux Quentin Fillon Maillet       | 4× 7,5 km estafette (m)   | Zilver   |
| Biatlon        | Anaïs Chevalier-Bouchet                                                      | 15 km individueel (v)     | Zilver   |
| Biatlon        | Anaïs Chevalier-Bouchet Julia Simon Émilien Jacquelin Quentin Fillon Maillet | estafette gemengd         | Zilver   |
| Alpineskiën    | Johan Clarey                                                                 | afdaling (m)              | Zilver   |
| Freestyleskiën | Tess Ledeux                                                                  | big air (v)               | Zilver   |
| Snowboarden    | Chloé Trespeuch                                                              | snowboardcross (v)        | Zilver   |
| Alpineskiën    | Mathieu Faivre                                                               | reuzenslalom (m)          | Brons    |
| Langlaufen     | Richard Jouve Hugo Lapalus Clément Parisse Maurice Manificat                 | 4×10 km estafette (m)     | Brons    |

## Deelnemers en resultaten
(m) = mannen, (v) = vrouwen 

### Alpineskiën
Mannen
| Naam                | Onderdeel    | 1e run  | 1e run | 2e run  | 2e run | Totaal  | Totaal |
| Naam                | Onderdeel    | Tijd    | Rang   | Tijd    | Rang   | Tijd    | Rang   |
| ------------------- | ------------ | ------- | ------ | ------- | ------ | ------- | ------ |
| Nils Allègre        | Super G      | n.v.t.  | n.v.t. | n.v.t.  | n.v.t. | 1:23,24 | 26     |
| Matthieu Bailet     | Afdaling     | n.v.t.  | n.v.t. | n.v.t.  | n.v.t. | 1:45,23 | 27     |
| Matthieu Bailet     | Super G      | n.v.t.  | n.v.t. | n.v.t.  | n.v.t. | DNF     | DNF    |
| Johan Clarey        | Afdaling     | n.v.t.  | n.v.t. | n.v.t.  | n.v.t. | 1:42,79 | Zilver |
| Mathieu Faivre      | Reuzenslalom | 1:03,01 | 3      | 1:07,68 | 13     | 2:10,69 | Brons  |
| Thibaut Favrot      | Reuzenslalom | 1:03,12 | 5      | 1:07,92 | 14     | 2:11,04 | 5      |
| Blaise Giezendanner | Afdaling     | n.v.t.  | n.v.t. | n.v.t.  | n.v.t. | 1:45,00 | 26     |
| Blaise Giezendanner | Super G      | n.v.t.  | n.v.t. | n.v.t.  | n.v.t. | 1:21,26 | 9      |
| Maxence Muzaton     | Afdaling     | n.v.t.  | n.v.t. | n.v.t.  | n.v.t. | 1:43,82 | 11     |
| Clément Noël        | Slalom       | 54,30   | 6      | 49,79   | 1      | 1:44,09 | Goud   |
| Alexis Pinturault   | Combinatie   | 1:45,04 | 11     | DNF     | DNF    | DNF     | DNF    |
| Alexis Pinturault   | Reuzenslalom | 1:03,99 | 11     | 1:07,05 | 4      | 2:11,04 | 5      |
| Alexis Pinturault   | Slalom       | 55,12   | 15     | 51,03   | 20     | 1:46,15 | 16     |
| Alexis Pinturault   | Super G      | n.v.t.  | n.v.t. | n.v.t.  | n.v.t. | 1:21,36 | 11     |
| Cyprien Sarrazin    | Reuzenslalom | DNF     | DNF    | DNF     | DNF    | DNF     | DNF    |

Vrouwen
| Naam                  | Onderdeel    | 1e run  | 1e run | 2e run | 2e run | Totaal  | Totaal |
| Naam                  | Onderdeel    | Tijd    | Rang   | Tijd   | Rang   | Tijd    | Rang   |
| --------------------- | ------------ | ------- | ------ | ------ | ------ | ------- | ------ |
| Camille Cerutti       | Afdaling     | n.v.t.  | n.v.t. | n.v.t. | n.v.t. | DNF     | DNF    |
| Clara Direz           | Reuzenslalom | 1:00,24 | 23     | 59,09  | 19     | 1:59,33 | 19     |
| Coralie Frasse-Sombet | Reuzenslalom | 1:00,91 | 26     | 57,69  | 3      | 1:58,60 | 17     |
| Laura Gauché          | Afdaling     | n.v.t.  | n.v.t. | n.v.t. | n.v.t. | 1:33,47 | 10     |
| Laura Gauché          | Combinatie   | 1:34,08 | 17     | 55,96  | 6      | 2:30,04 | 8      |
| Laura Gauché          | Super G      | n.v.t.  | n.v.t. | n.v.t. | n.v.t. | 1:14,87 | 16     |
| Tiffany Gauthier      | Afdaling     | n.v.t.  | n.v.t. | n.v.t. | n.v.t. | DNF     | DNF    |
| Tiffany Gauthier      | Super G      | n.v.t.  | n.v.t. | n.v.t. | n.v.t. | 1:16,20 | 28     |
| Romane Miradoli       | Afdaling     | n.v.t.  | n.v.t. | n.v.t. | n.v.t. | 1:33,93 | 13     |
| Romane Miradoli       | Combinatie   | 1:32,95 | 4      | DNF    | DNF    | DNF     | DNF    |
| Romane Miradoli       | Super G      | n.v.t.  | n.v.t. | n.v.t. | n.v.t. | 1:14,41 | 11     |
| Nastasia Noens        | Slalom       | 54,68   | 24     | 53,18  | 15     | 1:47,86 | 19     |
| Tessa Worley          | Reuzenslalom | 58,93   | 7      | DNF    | DNF    | DNF     | DNF    |
| Tessa Worley          | Super G      | n.v.t.  | n.v.t. | n.v.t. | n.v.t. | 1:15,30 | 19     |

Gemengd
| Naam                                                                | Onderdeel       | Eerste ronde           | Kwartfinale            | Halve finale           | Finale / BM            | Finale / BM    |
| Naam                                                                | Onderdeel       | Tegenstander Resultaat | Tegenstander Resultaat | Tegenstander Resultaat | Tegenstander Resultaat | Rang           |
| ------------------------------------------------------------------- | --------------- | ---------------------- | ---------------------- | ---------------------- | ---------------------- | -------------- |
| Mathieu Faivre Coralie Frasse-Sombet Alexis Pinturault Tessa Worley | Landenwedstrijd | CZE winst              | NOR verlies            | niet geplaatst         | niet geplaatst         | niet geplaatst |

### Biatlon
Maximaal vier deelnemer per onderdeel
Mannen
| Naam                                                                   | Onderdeel     | Tijd                                      | Missers                                                     | Rang   |
| ---------------------------------------------------------------------- | ------------- | ----------------------------------------- | ----------------------------------------------------------- | ------ |
| Fabien Claude                                                          | Individueel   | 50:25,5                                   | 2 (1+1+0+0)                                                 | 9      |
| Fabien Claude                                                          | Sprint        | 25:41,6                                   | 3 (1+2)                                                     | 21     |
| Fabien Claude                                                          | Achtervolging | 42:54,5                                   | 7 (3+1+1+2)                                                 | 16     |
| Fabien Claude                                                          | Massastart    | 42:49,8                                   | 5 (1+2+1+1)                                                 | 26     |
| Simon Desthieux                                                        | Individueel   | 51:46,8                                   | 3 (1+2+0+0)                                                 | 17     |
| Simon Desthieux                                                        | Sprint        | 24:11,1                                   | 2 (2+0)                                                     | 12     |
| Simon Desthieux                                                        | Achtervolging | 33:55,4                                   | 3 (1+0+1+1)                                                 | 7      |
| Simon Desthieux                                                        | Massastart    | 37:45,9                                   | 5 (1+2+2+0)                                                 | 22     |
| Quentin Fillon Maillet                                                 | Individueel   | 48:47,4                                   | 2 (0+1+1+0)                                                 | Goud   |
| Quentin Fillon Maillet                                                 | Sprint        | 24:25,9                                   | 1 (0+1)                                                     | Zilver |
| Quentin Fillon Maillet                                                 | Achtervolging | 39:07,5                                   | 0 (0+0+0+0)                                                 | Goud   |
| Quentin Fillon Maillet                                                 | Massastart    | 39:40,0                                   | 5 (1+1+0+3)                                                 | 4      |
| Émilien Jacquelin                                                      | Individueel   | 56:31,4                                   | 7 (0+3+2+2)                                                 | 72     |
| Émilien Jacquelin                                                      | Sprint        | 25:06,3                                   | 2 (1+1)                                                     | 9      |
| Émilien Jacquelin                                                      | Achtervolging | 42:13,7                                   | 6 (2+3+0+1)                                                 | 9      |
| Émilien Jacquelin                                                      | Massastart    | 42:08,7                                   | 5 (2+1+0+2)                                                 | 22     |
| Fabien Claude Émilien Jacquelin Simon Desthieux Quentin Fillon Maillet | Estafette     | 1:20:17,6 19:48,7 20:01,2 20:20,6 20:07,1 | 9 (0+6+0+3) 2 (0+2+0+0) 1 (0+1+0+0) 3 (0+2+0+1) 3 (0+1+0+2) | Zilver |

Vrouwen
| Naam                                                                      | Onderdeel     | Tijd                                      | Missers                                                      | Rang   |
| ------------------------------------------------------------------------- | ------------- | ----------------------------------------- | ------------------------------------------------------------ | ------ |
| Anaïs Bescond                                                             | Individueel   | 48:26,0                                   | 4 (2+1+0+1)                                                  | 30     |
| Anaïs Bescond                                                             | Sprint        | 21:53,1                                   | 1 (1+0)                                                      | 9      |
| Anaïs Bescond                                                             | Achtervolging | 38:46,4                                   | 5 (2+0+1+2)                                                  | 27     |
| Anaïs Bescond                                                             | Massastart    | 46:02,3                                   | 10 (0+2+3+5)                                                 | 29     |
| Justine Braisaz-Bouchet                                                   | Individueel   | 49:10,1                                   | 5 (0+2+2+1)                                                  | 40     |
| Justine Braisaz-Bouchet                                                   | Sprint        | 23:18,4                                   | 3 (1+2)                                                      | 48     |
| Justine Braisaz-Bouchet                                                   | Achtervolging | DNS                                       | DNS                                                          | DNS    |
| Justine Braisaz-Bouchet                                                   | Massastart    | 40:18,0                                   | 4 (2+1+0+1)                                                  | Goud   |
| Anaïs Chevalier-Bouchet                                                   | Individueel   | 44:22,1                                   | 1 (0+0+0+1)                                                  | Zilver |
| Anaïs Chevalier-Bouchet                                                   | Sprint        | 24:02,0                                   | 4 (1+3)                                                      | 68     |
| Anaïs Chevalier-Bouchet                                                   | Massastart    | 43:29,7                                   | 5 (2+0+2+1)                                                  | 19     |
| Julia Simon                                                               | Individueel   | 47:09,1                                   | 4 (0+0+1+3)                                                  | 21     |
| Julia Simon                                                               | Sprint        | 22:40,3                                   | 3 (1+2)                                                      | 29     |
| Julia Simon                                                               | Achtervolging | 37:05,2                                   | 2 (0+1+1+0)                                                  | 8      |
| Julia Simon                                                               | Massastart    | 41:40,6                                   | 6 (0+1+3+2)                                                  | 6      |
| Anaïs Bescond Anaïs Chevalier-Bouchet Justine Braisaz-Bouchet Julia Simon | Estafette     | 1:13:16,9 17:36,9 18:53,4 17:55,1 18:51,5 | 12 (1+5+1+5) 1 (0+0+0+1) 5 (1+3+0+1) 2 (0+2+0+0) 4 (0+0+1+3) | 6      |

Gemengd
| Naam                                                                         | Onderdeel | Tijd                                      | Missers                                                      | Rang   |
| ---------------------------------------------------------------------------- | --------- | ----------------------------------------- | ------------------------------------------------------------ | ------ |
| Anaïs Chevalier-Bouchet Julia Simon Émilien Jacquelin Quentin Fillon Maillet | Estafette | 1:06:46,5 18:43,7 17:17,7 15:56,3 14:48,8 | 14 (0+5+3+6) 6 (0+2+1+3) 2 (0+2+0+0) 5 (0+0+2+3) 1 (0+1+0+0) | Zilver |

### Bobsleeën
Mannen
| Naam                                                                                 | Onderdeel   | Run 1 | Run 1 | Run 2   | Run 2 | Run 3 | Run 3 | Run 4   | Run 4 | Totaal  | Totaal |
| Naam                                                                                 | Onderdeel   | Tijd  | Rang  | Tijd    | Rang  | Tijd  | Rang  | Tijd    | Rang  | Tijd    | Rang   |
| ------------------------------------------------------------------------------------ | ----------- | ----- | ----- | ------- | ----- | ----- | ----- | ------- | ----- | ------- | ------ |
| Romain Heinrich * Dorian Hauterville                                                 | Tweemansbob | 59,93 | 16    | 1:00,04 | 11    | 59,92 | 12    | 1:00,05 | 10    | 3:59,94 | 12     |
| Romain Heinrich * Dorian Hauterville Jérôme Laporal Lionel Lefebvre Thomas Delmestre | Viermansbob | 59,29 | 15    | 59,53   | 12    | 59,29 | 13    | 1:00,06 | 19    | 3:58,17 | 19     |

Vrouwen
| Naam                                      | Onderdeel   | Run 1   | Run 1 | Run 2   | Run 2 | Run 3   | Run 3 | Run 4   | Run 4 | Totaal  | Totaal |
| Naam                                      | Onderdeel   | Tijd    | Rang  | Tijd    | Rang  | Tijd    | Rang  | Tijd    | Rang  | Tijd    | Rang   |
| ----------------------------------------- | ----------- | ------- | ----- | ------- | ----- | ------- | ----- | ------- | ----- | ------- | ------ |
| Margot Boch                               | Monobob     | 1:05,77 | 14    | 1:05,51 | 4     | 1:06,01 | 12    | 1:06,53 | 16    | 4:23,82 | 11     |
| Margot Boch * Carla Sénéchal Sandie Clair | Tweemansbob | 1:01,90 | 12    | 1:02,32 | 17    | 1:02,20 | 15    | 1:01,97 | 10    | 4:08,39 | 13     |

* – Geeft de bestuurder van de slee aan

### Freestyleskiën
Big air
| Naam             | Onderdeel | Kwalificatie | Kwalificatie | Kwalificatie | Kwalificatie | Kwalificatie | Finale         | Finale         | Finale         | Finale         | Finale         |
| Naam             | Onderdeel | Run 1        | Run 2        | Run 3        | Totaal       | Rang         | Run 1          | Run 2          | Run 3          | Totaal         | Rang           |
| ---------------- | --------- | ------------ | ------------ | ------------ | ------------ | ------------ | -------------- | -------------- | -------------- | -------------- | -------------- |
| Antoine Adelisse | Mannen    | 79,50        | 66,00        | 83,75        | 163,25       | 15           | niet geplaatst | niet geplaatst | niet geplaatst | niet geplaatst | niet geplaatst |
| Tess Ledeux      | Vrouwen   | 90,50        | 80,50        | 20,00        | 171,00       | 2            | 94,50          | 93,00          | 73,50          | 187,50         | Zilver         |

Halfpipe
| Naam          | Onderdeel | Kwalificatie | Kwalificatie | Kwalificatie | Kwalificatie | Finale | Finale | Finale | Finale | Finale |
| Naam          | Onderdeel | Run 1        | Run 2        | Beste        | Rang         | Run 1  | Run 2  | Run 3  | Beste  | Rang   |
| ------------- | --------- | ------------ | ------------ | ------------ | ------------ | ------ | ------ | ------ | ------ | ------ |
| Kevin Rolland | Mannen    | 65,25        | 75,25        | 75,25        | 10           | 54,75  | 77,25  | 79,25  | 79,25  | 6      |

Moguls
| Naam             | Onderdeel | Kwalificatie | Kwalificatie | Kwalificatie | Kwalificatie | Kwalificatie | Kwalificatie | Kwalificatie | Kwalificatie | Finale | Finale | Finale | Finale | Finale         | Finale         | Finale         | Finale         | Finale         | Finale         | Finale         | Finale         |
| Naam             | Onderdeel | Run 1        | Run 1        | Run 1        | Run 1        | Run 2        | Run 2        | Run 2        | Run 2        | Run 1  | Run 1  | Run 1  | Run 1  | Run 2          | Run 2          | Run 2          | Run 2          | Run 3          | Run 3          | Run 3          | Run 3          |
| Naam             | Onderdeel | Tijd         | Score        | Totaal       | Rang         | Tijd         | Score        | Totaal       | Rang         | Tijd   | Score  | Totaal | Rang   | Tijd           | Score          | Totaal         | Rang           | Tijd           | Score          | Totaal         | Rang           |
| ---------------- | --------- | ------------ | ------------ | ------------ | ------------ | ------------ | ------------ | ------------ | ------------ | ------ | ------ | ------ | ------ | -------------- | -------------- | -------------- | -------------- | -------------- | -------------- | -------------- | -------------- |
| Benjamin Cavet   | Mannen    | 23,52        | 61,42        | 78,40        | 3            | {{{1}}}      | {{{1}}}      | {{{1}}}      | {{{1}}}      | 24,26  | 61,79  | 77,80  | 6      | 24,48          | 63,10          | 78,82          | 4              | 24,60          | 63,88          | 79,44          | 4              |
| Sacha Theocharis | Mannen    | 24,96        | 55,41        | 70,50        | 22           | 25,56        | 61,12        | 75,41        | 8            | 24,65  | 61,10  | 76,59  | 11     | 24,70          | 57,97          | 73,40          | 11             | niet geplaatst | niet geplaatst | niet geplaatst | niet geplaatst |
| Camille Cabrol   | Vrouwen   | 30,61        | 49,47        | 62,97        | 20           | 30,75        | 54,41        | 67,76        | 10           | 30,03  | 56,15  | 70,31  | 18     | niet geplaatst | niet geplaatst | niet geplaatst | niet geplaatst | niet geplaatst | niet geplaatst | niet geplaatst | niet geplaatst |
| Perrine Laffont  | Vrouwen   | 27,81        | 64,45        | 81,11        | 2            | {{{1}}}      | {{{1}}}      | {{{1}}}      | {{{1}}}      | 27,73  | 63,11  | 79,86  | 3      | 27,93          | 61,10          | 77,62          | 5              | 28,04          | 60,96          | 77,36          | 4              |

Skicross
| Naam                  | Onderdeel | Kwalificatie | Kwalificatie | Achtste finale | Kwartfinale    | Halve finale   | Finale         |
| Naam                  | Onderdeel | Tijd         | Rang         | Rang           | Rang           | Rang           | Rang           |
| --------------------- | --------- | ------------ | ------------ | -------------- | -------------- | -------------- | -------------- |
| Jean-Frédéric Chapuis | Mannen    | 1:13,20      | 16           | 3              | niet geplaatst | niet geplaatst | niet geplaatst |
| Bastien Midol         | Mannen    | 1:12,55      | 9            | 2              | 2              | niet geplaatst | niet geplaatst |
| François Place        | Mannen    | 1:12,83      | 11           | 1              | 2              | 4              | niet geplaatst |
| Terence Tchiknavorian | Mannen    | 1:12,85      | 12           | 3              | niet geplaatst | niet geplaatst | niet geplaatst |
| Alizée Baron          | Vrouwen   | DNS          | DNS          | DNS            | DNS            | DNS            | DNS            |
| Jade Grillet-Aubert   | Vrouwen   | 1:19,54      | 16           | 2              | 4              | niet geplaatst | niet geplaatst |

Slopestyle
| Naam             | Onderdeel | Kwalificatie | Kwalificatie | Kwalificatie | Kwalificatie | Finale | Finale | Finale | Finale | Finale |
| Naam             | Onderdeel | Run 1        | Run 2        | Beste        | Rang         | Run 1  | Run 2  | Run 3  | Beste  | Rang   |
| ---------------- | --------- | ------------ | ------------ | ------------ | ------------ | ------ | ------ | ------ | ------ | ------ |
| Antoine Adelisse | Mannen    | DNS          | DNS          | DNS          | DNS          | DNS    | DNS    | DNS    | DNS    | DNS    |
| Tess Ledeux      | Vrouwen   | 22,13        | 68,13        | 68,13        | 9            | 72,91  | 23,08  | 28,81  | 72,91  | 7      |

### Kunstrijden
| Naam                                  | Onderdeel | KK    | KK   | VK     | VK   | Totaal | Totaal |
| Naam                                  | Onderdeel | Score | Rang | Score  | Rang | Score  | Rang   |
| ------------------------------------- | --------- | ----- | ---- | ------ | ---- | ------ | ------ |
| Kévin Aymoz                           | Mannen    | 93,00 | 10   | 161,80 | 15   | 254,80 | 12     |
| Adam Siao Him Fa                      | Mannen    | 86,74 | 14   | 163,41 | 13   | 250,15 | 14     |
| Gabriella Papadakis Guillaume Cizeron | IJsdansen | 90,83 | 1    | 136,15 | 1    | 226,98 | Goud   |

### Langlaufen
Maximaal vier deelnemers per onderdeel
Lange afstanden
Mannen
| Naam                                                         | Onderdeel             | Uitslag                                   | Uitslag |
| Naam                                                         | Onderdeel             | Tijd                                      | Rang    |
| ------------------------------------------------------------ | --------------------- | ----------------------------------------- | ------- |
| Adrien Backscheider                                          | 50 km vrije stijl     | 1:16:16,6                                 | 34      |
| Richard Jouve                                                | 15 km klassieke stijl | 41:56,6                                   | 49      |
| Hugo Lapalus                                                 | 15 km klassieke stijl | 39:09,6                                   | 7       |
| Hugo Lapalus                                                 | 30 km skiatlon        | DNF                                       | DNF     |
| Jules Lapierre                                               | 30 km skiatlon        | 1:20:21,8                                 | 14      |
| Jules Lapierre                                               | 50 km vrije stijl     | 1:13:50,3                                 | 15      |
| Maurice Manificat                                            | 15 km klassieke stijl | 39:49,7                                   | 12      |
| Maurice Manificat                                            | 30 km skiatlon        | 1:21:17,5                                 | 23      |
| Maurice Manificat                                            | 50 km vrije stijl     | 1:12:30,3                                 | 10      |
| Clément Parisse                                              | 30 km skiatlon        | 1:20:07,0                                 | 10      |
| Clément Parisse                                              | 50 km vrije stijl     | 1:12:01,5                                 | 7       |
| Richard Jouve Hugo Lapalus Clément Parisse Maurice Manificat | 4×10 km estafette     | 1:56:07,1 31:04,9 29:51,5 27:02,1 28:08,6 | Brons   |

Vrouwen
| Naam                                                  | Onderdeel             | Uitslag                                 | Uitslag |
| Naam                                                  | Onderdeel             | Tijd                                    | Rang    |
| ----------------------------------------------------- | --------------------- | --------------------------------------- | ------- |
| Coralie Bentz                                         | 10 km klassieke stijl | 31:17,6                                 | 40      |
| Coralie Bentz                                         | 15 km skiatlon        | 49:34,4                                 | 38      |
| Coralie Bentz                                         | 30 km vrije stijl     | 1:38:08,2                               | 44      |
| Delphine Claudel                                      | 15 km skiatlon        | 45:31,5                                 | 9       |
| Delphine Claudel                                      | 30 km vrije stijl     | 1:27:34,0                               | 7       |
| Flora Dolci                                           | 30 km vrije stijl     | 1:32:04,7                               | 24      |
| Mélissa Gal                                           | 10 km klassieke stijl | 31:25,7                                 | 41      |
| Léna Quintin Delphine Claudel Flora Dolci Mélissa Gal | 4×5 km estafette      | 59:03,9 16:06,6 15:23,8 13:23,6 14:09,9 | 12      |

Sprint
Mannen
| Naam                       | Onderdeel  | Kwalificatie | Kwalificatie | Kwartfinales | Kwartfinales | Halve finales  | Halve finales  | Finale         | Finale         |
| Naam                       | Onderdeel  | Tijd         | Rang         | Tijd         | Rang         | Tijd           | Rang           | Tijd           | Rang           |
| -------------------------- | ---------- | ------------ | ------------ | ------------ | ------------ | -------------- | -------------- | -------------- | -------------- |
| Lucas Chanavat             | Sprint     | 2:45,03      | 1            | 2:53,43      | 2            | 2:52,92        | 5              | niet geplaatst | niet geplaatst |
| Renaud Jay                 | Sprint     | 2:51,86      | 16           | 3:35,80      | 6            | niet geplaatst | niet geplaatst | niet geplaatst | niet geplaatst |
| Richard Jouve              | Sprint     | 2:47,93      | 4            | 2:57,92      | 1            | 2:52,31        | 3              | niet geplaatst | niet geplaatst |
| Hugo Lapalus Richard Jouve | Teamsprint | n.v.t.       | n.v.t.       | n.v.t.       | n.v.t.       | 20:17,31       | 2              | 19:58,37       | 7              |

Vrouwen
| Naam                     | Onderdeel  | Kwalificatie | Kwalificatie | Kwartfinales   | Kwartfinales   | Halve finales  | Halve finales  | Finale         | Finale         |
| Naam                     | Onderdeel  | Tijd         | Rang         | Tijd           | Rang           | Tijd           | Rang           | Tijd           | Rang           |
| ------------------------ | ---------- | ------------ | ------------ | -------------- | -------------- | -------------- | -------------- | -------------- | -------------- |
| Léna Quintin             | Sprint     | 3:24,19      | 31           | niet geplaatst | niet geplaatst | niet geplaatst | niet geplaatst | niet geplaatst | niet geplaatst |
| Mélissa Gal Léna Quintin | Teamsprint | n.v.t.       | n.v.t.       | n.v.t.         | n.v.t.         | 23:26,28       | 5              | 24:04,92       | 10             |

### Noordse combinatie
Maximaal vier deelnemers per onderdeel
| Naam                                                         | Onderdeel                  | Schansspringen          | Schansspringen               | Schansspringen | Langlaufen                              | Langlaufen | Totaal  | Totaal |
| Naam                                                         | Onderdeel                  | Afstand                 | Punten                       | Rang           | Tijd                                    | Rang       | Tijd    | Rang   |
| ------------------------------------------------------------ | -------------------------- | ----------------------- | ---------------------------- | -------------- | --------------------------------------- | ---------- | ------- | ------ |
| Mattéo Baud                                                  | Normale schans + 10 km     | 97,5                    | 111,3                        | 12             | 25:42,0                                 | 25         | 27:09,0 | 18     |
| Mattéo Baud                                                  | Grote schans + 10 km       | 127,5                   | 103,7                        | 16             | 26:54,4                                 | 20         | 29:18,4 | 21     |
| Gaël Blondeau                                                | Normale schans + 10 km     | 91,0                    | 91,3                         | 30             | 25:56,3                                 | 27         | 28:43,3 | 31     |
| Gaël Blondeau                                                | Grote schans + 10 km       | 103,5                   | 59,3                         | 41             | 27:20,8                                 | 26         | 32:42,8 | 40     |
| Antoine Gérard                                               | Normale schans + 10 km     | DQF                     | DQF                          | DQF            | DQF                                     | DQF        | DQF     | DQF    |
| Antoine Gérard                                               | Grote schans + 10 km       | 129,5                   | 101,9                        | 18             | 26:20,4                                 | 11         | 28:52,4 | 14     |
| Laurent Mühlethaler                                          | Normale schans + 10 km     | 94,0                    | 102,4                        | 21             | 26:24,6                                 | 31         | 28:26,6 | 28     |
| Laurent Mühlethaler                                          | Grote schans + 10 km       | 123,5                   | 96,9                         | 24             | 27:27,6                                 | 27         | 30:19,6 | 26     |
| Matteo Baud Gaël Blondeau Antoine Gérard Laurent Mühlethaler | Team grote schans + 4×5 km | 130,0 111,0 125,5 127,0 | 410,0 114,9 81,4 103,2 110,5 | 5              | 51:33,1 12:53,2 12:46,5 12:40,3 13:13,1 | 6          | 53:00,1 | 5      |

### Schansspringen
Vrouwen
| Julia Clair       | Normale schans | 64,0 | 43,3  | 34 | niet geplaatst | niet geplaatst | niet geplaatst | niet geplaatst | niet geplaatst | niet geplaatst | niet geplaatst | niet geplaatst |
| Joséphine Pagnier | Normale schans | 96,0 | 102,1 | 7  | 78,5           | 77,4           | 22             | 179,5          | 11             |                |                |                |

### Shorttrack
Mannen
| Naam             | Onderdeel | Series   | Series | Kwartfinale    | Kwartfinale    | Halve finale   | Halve finale   | Finale         | Finale         |
| Naam             | Onderdeel | Tijd     | Rang   | Tijd           | Rang           | Tijd           | Rang           | Tijd           | Rang           |
| ---------------- | --------- | -------- | ------ | -------------- | -------------- | -------------- | -------------- | -------------- | -------------- |
| Quentin Fercoq   | 500 m     | 40,548   | 4      | niet geplaatst | niet geplaatst | niet geplaatst | niet geplaatst | niet geplaatst | niet geplaatst |
| Quentin Fercoq   | 1000 m    | 1:23,917 | 2      | 1:24,411       | 3              | niet geplaatst | niet geplaatst | niet geplaatst | niet geplaatst |
| Quentin Fercoq   | 1500 m    | n.v.t.   | n.v.t. | 2:15,347       | 4              | niet geplaatst | niet geplaatst | niet geplaatst | niet geplaatst |
| Sébastien Lepape | 500 m     | 42,081   | 2      | 46,814         | 5              | niet geplaatst | niet geplaatst | niet geplaatst | niet geplaatst |
| Sébastien Lepape | 1000 m    | 1:26,069 | 4      | niet geplaatst | niet geplaatst | niet geplaatst | niet geplaatst | niet geplaatst | niet geplaatst |
| Sébastien Lepape | 1500 m    | n.v.t.   | n.v.t. | 2:41,547       | 5              | niet geplaatst | niet geplaatst | niet geplaatst | niet geplaatst |

Vrouwen
| Naam                 | Onderdeel | Series   | Series | Kwartfinale    | Kwartfinale    | Halve finale   | Halve finale   | Finale         | Finale         |
| Naam                 | Onderdeel | Tijd     | Rang   | Tijd           | Rang           | Tijd           | Rang           | Tijd           | Rang           |
| -------------------- | --------- | -------- | ------ | -------------- | -------------- | -------------- | -------------- | -------------- | -------------- |
| Gwendoline Daudet    | 500 m     | 45,515   | 4      | niet geplaatst | niet geplaatst | niet geplaatst | niet geplaatst | niet geplaatst | niet geplaatst |
| Gwendoline Daudet    | 1000 m    | 1:31,734 | 3      | niet geplaatst | niet geplaatst | niet geplaatst | niet geplaatst | niet geplaatst | niet geplaatst |
| Gwendoline Daudet    | 1500 m    | n.v.t.   | n.v.t. | 2:23,607       | 6              | niet geplaatst | niet geplaatst | niet geplaatst | niet geplaatst |
| Tifany Huot-Marchand | 500 m     | 54,758   | 4      | niet geplaatst | niet geplaatst | niet geplaatst | niet geplaatst | niet geplaatst | niet geplaatst |
| Tifany Huot-Marchand | 1000 m    | PEN      | PEN    | niet geplaatst | niet geplaatst | niet geplaatst | niet geplaatst | niet geplaatst | niet geplaatst |
| Tifany Huot-Marchand | 1500 m    | n.v.t.   | n.v.t. | 2:23,784       | 6              | niet geplaatst | niet geplaatst | niet geplaatst | niet geplaatst |

Gemengd
| Naam                                                                   | Onderdeel | Halve finale | Halve finale | Finale         | Finale         |
| Naam                                                                   | Onderdeel | Tijd         | Rang         | Tijd           | Rang           |
| ---------------------------------------------------------------------- | --------- | ------------ | ------------ | -------------- | -------------- |
| Quentin Fercoq Sébastien Lepape Gwendoline Daudet Tifany Huot-Marchand | Relay     | 2:51,221     | 4            | niet geplaatst | niet geplaatst |

### Snowboarden
Big air
| Naam           | Onderdeel | Kwalificatie | Kwalificatie | Kwalificatie | Kwalificatie | Kwalificatie | Finale         | Finale         | Finale         | Finale         | Finale         |
| Naam           | Onderdeel | Sprong 1     | Sprong 2     | Sprong 3     | Totaal       | Rang         | Sprong 1       | Sprong 2       | Sprong 3       | Totaal         | Rang           |
| -------------- | --------- | ------------ | ------------ | ------------ | ------------ | ------------ | -------------- | -------------- | -------------- | -------------- | -------------- |
| Lucile Lefevre | Vrouwen   | 19,00        | 15,00        | 20,00        | 20,00        | 29           | niet geplaatst | niet geplaatst | niet geplaatst | niet geplaatst | niet geplaatst |

Halfpipe
| Naam        | Onderdeel | Kwalificatie | Kwalificatie | Kwalificatie | Kwalificatie | Finale         | Finale         | Finale         | Finale         | Finale         |
| Naam        | Onderdeel | Run 1        | Run 2        | Beste        | Rang         | Run 1          | Run 2          | Run 3          | Beste          | Rang           |
| ----------- | --------- | ------------ | ------------ | ------------ | ------------ | -------------- | -------------- | -------------- | -------------- | -------------- |
| Liam Tourki | Mannen    | 25,50        | 11,50        | 25,50        | 20           | niet geplaatst | niet geplaatst | niet geplaatst | niet geplaatst | niet geplaatst |

Slopestyle
| Naam           | Onderdeel | Kwalificatie | Kwalificatie | Kwalificatie | Kwalificatie | Finale         | Finale         | Finale         | Finale         | Finale         |
| Naam           | Onderdeel | Run 1        | Run 2        | Beste        | Rang         | Run 1          | Run 2          | Run 3          | Beste          | Rang           |
| -------------- | --------- | ------------ | ------------ | ------------ | ------------ | -------------- | -------------- | -------------- | -------------- | -------------- |
| Lucile Lefevre | Vrouwen   | 23,16        | 21,98        | 23,16        | 27           | niet geplaatst | niet geplaatst | niet geplaatst | niet geplaatst | niet geplaatst |

Snowboardcross
| Naam                            | Onderdeel | Plaatsingsronde | Plaatsingsronde | Plaatsingsronde | Plaatsingsronde | Plaatsingsronde | Plaatsingsronde | Achtste finale | Kwartfinale    | Halve finale   | Finale         | Finale         |
| Naam                            | Onderdeel | Run 1           | Run 1           | Run 2           | Run 2           | Snelste         | Rang            | Achtste finale | Kwartfinale    | Halve finale   | Finale         | Finale         |
| Naam                            | Onderdeel | Tijd            | Rang            | Tijd            | Rang            | Snelste         | Rang            | Plaats         | Plaats         | Plaats         | Plaats         | Rang           |
| ------------------------------- | --------- | --------------- | --------------- | --------------- | --------------- | --------------- | --------------- | -------------- | -------------- | -------------- | -------------- | -------------- |
| Loan Bozzolo                    | Mannen    | 1:19,75         | 25              | 1:19,23         | 7               | 1:19,23         | 24              | 2              | 3              | niet geplaatst | niet geplaatst | niet geplaatst |
| Léo Le Blé Jaques               | Mannen    | 1:21,06         | 29              | 1:21,36         | 14              | 1:21,06         | 30              | 3              | niet geplaatst | niet geplaatst | niet geplaatst | niet geplaatst |
| Merlin Surget                   | Mannen    | 1:18,64         | 16              | n.v.t.          | n.v.t.          | n.v.t.          | n.v.t.          | 2              | 2              | 3              | niet geplaatst | niet geplaatst |
| Julia Pereira de Sousa-Mabileau | Vrouwen   | 1:23,89         | 6               | n.v.t.          | n.v.t.          | n.v.t.          | n.v.t.          | 1              | 2              | 4              | niet geplaatst | niet geplaatst |
| Manon Petit-Lenoir              | Vrouwen   | 1:24,96         | 12              | n.v.t.          | n.v.t.          | n.v.t.          | n.v.t.          | 4              | niet geplaatst | niet geplaatst | niet geplaatst | niet geplaatst |
| Alexia Queyrel                  | Vrouwen   | 1:25,25         | 17              | 1:25,17         | 5               | 1:25,17         | 21              | 3              | niet geplaatst | niet geplaatst | niet geplaatst | niet geplaatst |
| Chloé Trespeuch                 | Vrouwen   | 1:24,27         | 8               | n.v.t.          | n.v.t.          | n.v.t.          | n.v.t.          | 1              | 2              | 2              | 2              | Zilver         |